# Storleksdiskriminering
Storleksdiskriminering (engelska: sizeism eller size discrimination) är orättvis behandling baserad på en persons kroppsstorlek. Storleksdiskriminering hänvisar oftast till extrema kroppsstorlekar, såsom väldigt lång eller kort, eller extremt tunn eller tjock. Denna typ av diskriminering kan visa sig på många olika sätt, allt från att vägra anställa någon på grund av att personen är för kort eller för lång, till att behandla överviktiga och underviktiga personer med förakt. I vissa länder finns antidiskrimineringslagar som förbjuder storleksdiskriminering och andra former av diskriminering, men storleksdiskriminerande stereotyper (såsom "överviktiga personer är lata" eller "långa personer kan spela basketboll") är ofta ingrodda i det moderna samhället. I USA är storleksdiskriminering inte ett brott. 
Storleksdiskriminering kan baseras på längd, vikt eller båda. Beroende på var i världen och hur man lever sitt liv, har folk en tendens att vara särskilt långa, smala, korta eller mulliga, och många samhällen har internaliserade inställningar till storlek. I allmänhet innebär storleksdiskriminerande inställningar att någon tror att hans eller hennes storlek är bättre än andra folks, och behandlar människor av andra storlekar negativt.

### Översättning
Den här artikeln är helt eller delvis baserad på material från engelskspråkiga Wikipedia, Sizeism, 16 april 2015.